# Edelmiro Suárez Vázquez
Edelmiro Suárez Vázquez, més conegut com a Miro, és un exfutbolista gallec. Va nàixer a La Corunya el 29 de juliol de 1968, i jugava en la posició de davanter.

## Trajectòria
Comença a destacar a les files del Racing de Santander, amb qui debuta a primera divisió a la temporada 86/87, en la qual marca 8 gols en 29 partits. Tot i la xifra, l'equip càntabre perd la categoria.
A Segona Divisió, el davanter continuarà sent titular durant les següents tres temporades, en les quals hi sobresurten els set gols de la 89/90, la campanya en què el Racing encadena un altre descens, i baixa a Segona Divisió B.
Si bé la 90/91 la inicia al Racing, el davanter la finalitza a primera divisió al fitxar pel CD Logroñés. Al club riojà, però, és suplent i tan sols apareix en 8 ocasions. L'any següent fitxa pel CD Lugo, on també és suplent en un equip que baixa a Segona B.